# Meteoriopsis javensis
Meteoriopsis javensis là một loài Rêu trong họ Meteoriaceae. Loài này được M. Fleisch. mô tả khoa học đầu tiên năm 1907.